# Dragón Blanco (cómic)
Dragón Blanco es el nombre de tres personajes ficticios que aparecen en los cómics estadounidenses publicados en Marvel comics

## Historial de publicaciones
La primera versión de Dragón Blanco apareció por primera vez en Iron Man #39 y fue creada por Gerry Conway y Herb Trimpe.
La segunda versión de Dragón Blanco apareció por primera vez en The Amazing Spider-Man #184 y fue creada por Marv Wolfman y Ross Andru.

## Biografía ficticia

### Primer Dragón Blanco
El origen del Dragón Blanco original es desconocido. En algún momento de su pasado, se desempeñó como científico en una organización china llamada Consejo de los Nueve. Si bien se sabe que los científicos del Consejo de los Nueve son brillantes, el Consejo de los Nueve cuestionó sus habilidades científicas especiales. El científico perdió la cara y se autoexilió hasta que pueda demostrar su valía. Se le unió su amante Shara-Lee (que también era hija del hombre que lo había denunciado).
Al convertirse en Dragón Blanco, hizo que sus agentes colocaran bombas de gas en el coche de Tony Stark. Tony sucumbió al gas y se salió del puente donde los agentes del Dragón Blanco lo salvaron de ahogarse. Tony Stark fue llevado al submarino de White Dragon donde lo colocaron en el Transcriptor, un dispositivo que le permitió a White Dragon reprogramar su mente. Al ser liberado por Dragón Blanco, Tony Stark comenzó a fabricar nuevas armas y convocó una reunión en las Naciones Unidas para discutir sus planes. Dragón Blanco planeó que Tony Stark creara nuevas armas que fallarían y deshonrarían a los Estados Unidos. Todas las armas que se fabricarían serían desechadas, dejando a los Estados Unidos indefensos y permitiendo al Dragón Blanco infiltrarse y destruir el Departamento de Defensa de los Estados Unidos. No mucho después, Tony Stark se convirtió en Iron Man, lo que debilitó la transmisión que Dragón Blanco colocó en su mente. Iron Man se enteró de que había sido manipulado y comenzó a rastrear la transmisión. Cuando Dragón Blanco detectó la pérdida de contacto con Tony Stark y el acercamiento de Iron Man, Dragón Blanco envió a sus agentes blindados a luchar contra Iron Man. Los agentes blindados derrotaron a Iron Man, pero fueron derrotados cuando llegaron Los Vengadores. Los agentes blindados huyeron mientras Iron Man se va para descubrir qué le pasa. Cuando sus esfuerzos con Tony Stark fracasan, Dragón Blanco inició la autodestrucción del dispositivo que colocó en la cabeza de Tony Stark. El dispositivo no dañó a Tony Stark ya que la armadura de Iron Man solo permitió que Iron Man quedara inconsciente. Al estrellarse contra el suelo, fue rescatado por su aliado Kevin O'Brien. Al ver las imágenes de Iron Man estrellándose contra el suelo, Dragón Blanco razonó correctamente que Tony Stark era Iron Man.
Dragón Blanco hizo que sus agentes colocaran un arma nuclear en el East River cerca de las Naciones Unidas, donde destruiría el consejo que estuvo presente en la reunión de Tony Stark. Tony Stark sabía que algo andaba mal con las armas que se produjeron y que no recordaba haber creado y canceló la reunión. Dragón Blanco intentó tomar el control de Tony Stark, pero se puso su armadura de Iron Man y el poder del Transcriptor se agotó al intentar atravesar la armadura de Iron Man. Dragón Blanco envió a sus agentes blindados tras Iron Man nuevamente. Cuando los agentes blindados de Dragón Blanco arrojaron a Iron Man al río, Iron Man tuvo una ventaja y logró inutilizarlos a ellos y a sus embarcaciones submarinas. Iron Man luego destruyó los tanques explosivos del submarino del Dragón Blanco provocando que se hundiera hasta el fondo del río. Dragón Blanco quedó atónito por el ataque de Iron Man al submarino, pero Shara-Lee estaba completamente consciente cuando Iron Man abordó el submarino. Shara-Lee reveló que ella tuvo el control todo el tiempo y que Dragón Blanco era un peón. Después de que Iron Man se fue para ver si la planta de Industrias Stark había explotado con las bombas que se enviaron allí, Dragón Blanco se recuperó al escuchar a Shara-Lee llamarlo engañado y activó la secuencia de autodestrucción que destruyó el submarino que él y Shara-Lee estaban dentro.

### Dragón Blanco II
El origen del segundo Dragón Blanco es desconocido. Es el líder de los Dragon Lords en Chinatown, donde intentaron obligar a Philip Chang (que era dueño de un restaurante en la ciudad de Nueva York con su tía y su tío) a unirse a ellos. Philip fue rescatado por Spider-Man, quien luego derrotó a Dragón Blanco y lo entregó a la policía.
Una pandilla se inició en Chinatown donde Dragón Blanco mató al líder de la pandilla Tiger's Claw (que también quería que Philip Chang se uniera a ellos). Dragón Blanco luego sacó a Philip y a su tío de su restaurante. Justo a tiempo, Spider-Man llegó con Caballero Luna para ayudar a Philip. Dragón Blanco luego golpeó a Philip cuando se negó a defenderse y Spider-Man evitó el bombardeo de su restaurante. Luego, Dragón Blanco fue derrotado por el Caballero Luna, quien descubrió que Dragón Blanco estaba trabajando con Kingpin para tomar el control de Chinatown.
En Hogan's Alley, Prowler trabajó con su hermano Abe para luchar contra una banda de criminales que atacaban a personas sin hogar. Abe puso un cuchillo en la pierna que protegía a Prowler y lo envió tras el último miembro de la pandilla. Dragón Blanco salió de las sombras y atacó a Abe. Cuando Dragón Blanco estaba a punto de usar su aliento de fuego contra Abe, un vagabundo llamado Shark le dispara en el brazo. Dragón Blanco dejó caer su máscara y encendió un dispositivo incendiario que causó una distracción suficiente para que escapara.
Durante la historia de Dark Reign, Señor Negativo mató a algunos de los hombres de Dragón Blanco en Sunset Park para hacerse con el control de Chinatown. Poco después de eso, Dragón Blanco se unió al sindicato criminal de Hood, donde Hood lo envió a supervisar todas las operaciones allí con sus Dragon Lords, incluido el negocio de Señor Negativo. Dragón Blanco tuvo una reunión con Señor Negativo indicando que Hood se haría cargo de su negocio y que Señor Negativo iba a pagar el 65% de todas sus ganancias a Hood. Dragón Blanco se sorprendió de que Señor Negativo estuviera de acuerdo, pero luego Señor Negativo estrechó la mano de Dragón Blanco para corromperlo. Al ser enviado de regreso a Hood, el corrupto Dragón Blanco atacó a los aliados de Hood, Bloodshed, Lightmaster, Mancha, Calamar y Conejo Blanco, mientras le informaba a Hood que todos los Tong estaban detrás de Señor Negativo para mantener a Hood fuera de Chinatown. Hood luego disparó al Dragón Blanco varias veces y el Dragón Blanco aparentemente muerto regresó a su estado incorrupto.
Señor Negativo envió un personaje que se asemeja a la apariencia corrupta de Dragón Blanco para secuestrar a Boomerang de la prisión. El villano fue derrotado por Jackpot.
Dragón Blanco aparece vivo en Londres, donde se ve envuelto en un conflicto con el líder de la tríada local Skull-Crusher. El envía a Razor Fist a matar al amante de Skill Crusher y a la agente encubierta de MI6, Leiko Wu, en Chinatown. Cuando el ex amante de Leiko, Shang-Chi, llega a Londres para investigar su asesinato, Dragón Blanco envía a sus asesinos a matarlo, sólo para ser frustrado repetidamente por el Maestro de Kung Fu. Durante sus escaramuzas con el Dragón Blanco, Shang-Chi, con la ayuda de Skull-Crusher, las Hijas del Dragón y los Hijos del Tigre descubren que el Dragón Blanco tiene acceso al Mao Shan Pai, una poderosa magia negra china. Cuando Shang-Chi y Skull-Crusher llegan a la propiedad de White Dragon para luchar contra él, son capturados por el hermano de Shang-Chi, Sol de Medianoche, quien se revela como el verdadero cerebro detrás de las acciones de Dragón Blanco. Sol de Medianoche planea usar Mao Shan Pai para ganar poder e influencia sobre los clanes de la tríada y dado que el ritual requiere las cabezas de los líderes del clan, Dragón Blanco ofrece voluntariamente su vida a Sol de Medianoche, quien luego procede a decapitarlo a él y a Skull-Crusher. Sin embargo, el ritual se arruina cuando Skull-Crusher secretamente convirtió a Leiko en el líder de su clan, lo que resucita a Leiko de su sangre. Leiko usa sus nuevos poderes para convocar a los espíritus de los líderes muertos de la tríada, incluido el Dragón Blanco, para arrastrar a Sol de Medianoche a su reino. Los hombres de Dragón Blanco y Razor Fist son arrestados por Black Jack Tarr y el MI-6 cuando asaltan la propiedad de Dragón Blanco para rescatar a Shang-Chi.

### Dragón Blanco III
Apareció un tercer Dragón Blanco donde llevó a sus secuaces a un tiroteo con la pandilla de Búho. Dragón Blanco y Búho fueron brutalmente golpeados por Superior Spider-Man (la mente del Doctor Octopus en el cuerpo de Peter Parker). El resto de la pandilla del Dragón Blanco que evadió la captura fue reclutado por el Rey Duende para unirse a la Nación Duende.

## Poderes y habilidades
El primer Dragón Blanco fue un talentoso inventor y científico con un intelecto de genio.
El segundo Dragón Blanco es un experto artista marcial. También puede disparar gas o fuego a través de las fosas nasales de su máscara de dragón. Su disfraz también contiene garras de acero.